# 盧姆科費爾山
46°43′16″N 12°50′32″E / 46.72111°N 12.84222°E

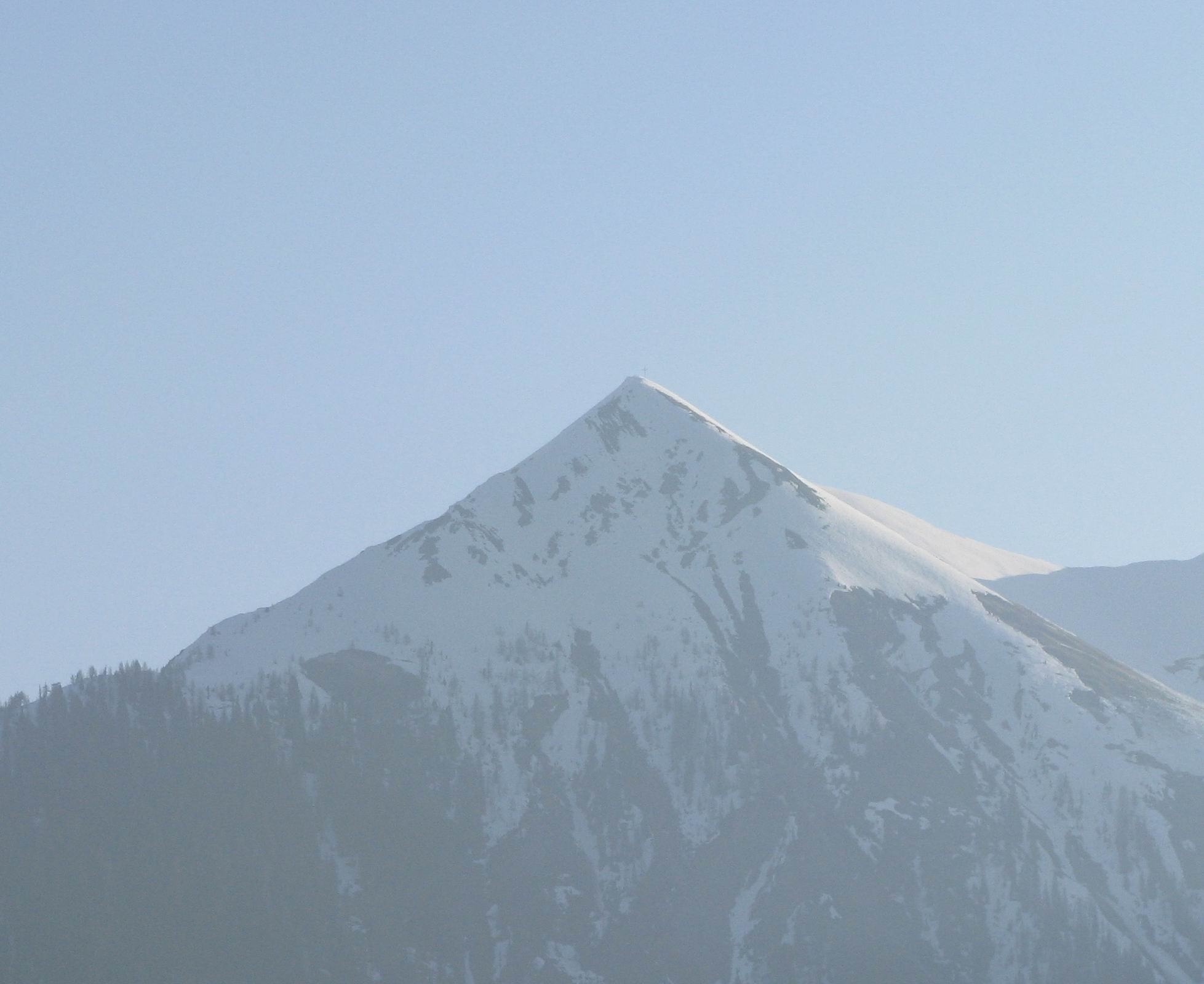

盧姆科費爾山（德語：Lumkofel），是奧地利的山峰，位於該國南部，由克恩頓州負責管轄，屬於蓋爾塔爾阿爾卑斯山脈的一部分，海拔高度2,287米，每年平均降雨量2,138毫米。